# Raoul de Boigne
Marie Joseph "Raoul" le Borgne de Boigne (Ginebra, Suïssa, 25 de desembre de 1862 – Auvelhan, Aude, 19 de maig de 1949) va ser un tirador francès que va competir a començaments del segle xx.
El 1906 va prendre part en els Jocs Intercalats d'Atenes, on disputà dotze de les setze proves del programa tir. En ells guanyà una medalla de plata en la prova de pistola d'exèrcit 25 m (model de 1873) i dues de bronze, en rifle d'exèrcit, 300 m i rifle per equips.
Dos anys més tard, als Jocs Olímpics de Londres, va guanyar una nova medalla de bronze en la prova de rifle lliure, 300 metres per equips, mentre la de rifle militar per equips fou quart i 19è en rifle militar, 1000 iardes.
El 1912 disputà els seus darrers Jocs Olímpics. En ells va prendre part en cinc de les proves del programa de tir, on destaquen la quarta posició en el rifle lliure, 300 metres per equips i la cinquena en rifle militar per equips.